# Лібенау (Нижня Саксонія)
Лібенау (нім. Liebenau) — громада в Німеччині, розташована в землі Нижня Саксонія. Входить до складу району Нінбург. Центр об'єднання громад Лібенау.
Площа — 90,69 км2. Населення становить 3880 ос. (станом на 31 грудня 2021).